# Gens Atinia
La gens Atinia era una famiglia plebea della Roma antica. Nessun membro della gens ricoprì mai la carica di console; il primo a ricoprire una delle più alte cariche dello stato fu Gaio Atinio Labeone, che fu pretore nel 195 a.C.

## Cognomina
L'unica famiglia importante di questa gens portò il cognomen Labeone.

## Members
- Tito Atinio, nel 491 a.C. ebbe delle visioni divine su una calamità che avrebbe colpito Roma durante i Ludi Romani.[2]
- Gaio Atinio Labeone, tribuno della plebe nel 196 a.C. e praetor peregrinus nel 195 a.C.
- Marco Atinio, praefectus socium, ucciso mentre serviva in Gallia sotto il console Tiberio Sempronio Longo nel 194 a.C.[3]
- Gaio Atinio Labeone, pretore nel 190 a.C., ricevette la Sicilia com provincia.[4]
- Gaio Atinio, pretore nel 188 a.C., ricevette la Hispania Ulterior come provincia.